# Смешко, Константин Евгеньевич
Константи́н Евге́ньевич Смешко́ (28 декабря 1962, Калининград, РСФСР, СССР — 26 декабря 2024, Москва, Россия) — российский военачальник, заместитель начальника инженерных войск Вооружённых Сил Российской Федерации (с июля 2017 по март 2023), генерал-майор.

## Биография
Родился 28 декабря 1962 года в Калининграде. После окончания Калининградского высшего инженерного училища инженерных войск в 1985 году был направлен в Группу советских войск в Германии.
Служил в инженерных войсках на различных должностях, пройдя все ступени от командира инженерно-сапёрного взвода до начальника штаба — заместителя начальника инженерных войск Московского военного округа.
В 2007 году окончил Военную академию Генерального штаба Вооружённых Сил РФ.
С 2007 по 9 января 2011 года занимал должность начальника инженерных войск Дальневосточного военного округа, затем указом президента Российской Федерации Дмитрия Медведева был назначен начальником инженерных войск Восточного военного округа.
С 2012 по 2017 год — командовал инженерными войсками Южного военного округа, в июле 2017 года — назначен заместителем начальника инженерных войск Вооружённых Сил Российской Федерации.
С января до конца июля 2013 года саперы инженерных войск под руководством Смешко провели очистку 830,6 гектаров в Чеченской республике, обнаружив и обезвредив 1292 тысячи взрывоопасных предметов. В Ингушетии за тот же период специалистами очищено 108,5 гектаров, обнаружено и обезврежено 309 опасных предметов. Всё это составило 90 % от запланированного в 2013 году. По итогом 2013 года план был перевыполнен на 15 %, в центральных районах Чечни было разминировано около 1300 гектаров, ещё 1500 гектаров было разминировано в 2014 году.
В 2015 году мероприятия по разминированию в Чечне и Ингушетии были завершены, годовой план перевыполнен на 125%, очищены более 3300 гектар в основном в гороных Итум-Калинском и Джейрахском районах республик.
В 2013 году сапёрам Смешко была поставлена задача обнаружить и захоронить останки советских воинов, погибших в Приэльбрусье в ходе битвы за Кавказ. Личный состав был обучен необходимым навыкам поисковой работы в сложных условиях высокогорья. Поставленная задача была выполнена[когда?].
Весной 2014 года военными инженерами Южного военного округа была оборудована паромная переправа через Керченский пролив в Крым. Сообщение организовано между портами «Кавказ» в Темрюке и «Крым» в Керчи. Введение дополнительных паромов позволило значительно увеличить транспортное и грузовое сообщение с Крымским полуостровом.
В 2017 году, в ходе операции разминирования сирийского города Дайр-эз-Заура, военнослужащими Международного противоминного центра под общим руководством Смешко было разминировано более 1,2 тысячи гектаров территории, порядка 250 дорог, более 1,8 тысячи социально-значимых зданий. Было обезврежено 44 тысячи взрывоопасных предметов, в том числе 9 тысяч самодельных устройств.
В марте 2023 года отправлен в отставку по достижению предельного возраста пребывания на военной службе.
Умер 26 декабря 2024 года в Москве, после продолжительной болезни.
По заявлениям ряда западных СМИ Константин Смешко погиб 26 декабря 2024 года на территории России, предположительно от ракетного удара HIMARS.
Похоронен 31 декабря на Федеральном военном мемориале «Пантеон защитников Отечества».

## Награды
- орден «За военные заслуги»[3];

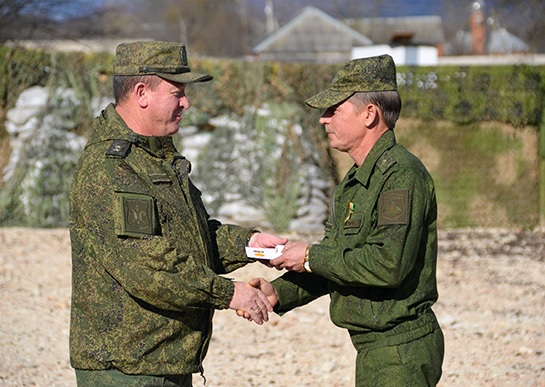
Начальник инженерных войск ВС России генерал-лейтенант Юрий Ставицкий награждает начальника инженерных войск Южного военного округа Константина Смешко памятным знаком «Участнику разминирования в Чеченской Республике и Республике Ингушетия» № 001 (ноябрь 2015 г.)

- медаль ордена «За заслуги перед Отечеством» II степени с мечами;
- медаль Суворова;
- медаль «70 лет Вооружённых Сил СССР»;
- медаль «За воинскую доблесть» I и II степени;
- медаль «За разминирование»;
- медаль «За усердие при выполнении задач инженерного обеспечения»;
- медаль «За отличие в военной службе» I и II степени;
- медаль «За безупречную службу» III степени;
- медаль «За возвращение Крыма»;
- медаль «Участнику военной операции в Сирии»;
- медаль «За отличие в учениях»;
- памятный знак «Участнику разминирования в Чеченской Республике и Республике Ингушетия» № 001 (18 ноября 2015 года) — За заслуги в разминировании и очистке местности от взрывоопасных предметов на территории Чеченской Республики и Республики Ингушетия;
- медаль «Ветеран инженерных войск России» (ветеранский наградной комитет);
- благодарность Главы Республики Ингушетия[19] (13 ноября 2013 года) — За достигнутые успехи в организации и обеспечении выполнения работ по обезвреживанию территорий республики;
- грамота Главы Республики Ингушетия[20] (13 ноября 2014 года) — За достигнутые успехи в организации и обеспечении выполнения задач по обезвреживанию территорий республики.